# Lucasfilm Games
Lucasfilm Games (у 1990—2021 роках знана як LucasArts) — підрозділ американської компанії Lucasfilm, що займається розробкою та видавництвом комп'ютерних ігор. Компанія, створена в 1982 році, спершу називалась Lucasfilm Games, проте в 1990 році її перейменували на LucasArts Entertainment Company. У 2021 році Disney відновила бренд компанії під оригінальною назвою як ліцензіара для Lucasfilm.

## Історія
Після створення компанії у 1982 році, вона почала співпрацю з Atari. Це співробітництво вилилось у створення перших ігор — унікальних аркад «Ballblazer» та «Rescue on Fractalus!». Піратські бета-версії обох ігор були у вільному обігу задовго до офіційного релізу. Тільки в 1984 році вони офіційно вийшли для Atari 5200, а в 1985 для домашніх комп'ютерів. Проте першою грою, яку Lucasfilm Games самостійно розробили й видали, стала гра Maniac Mansion. Спеціально для неї було створено рушій SCUMM (англ. Script Creation Utility for Maniac Mansion).
В 1990 році після перебудови компанії Lucasfilm, ігровий підрозділ (англ. Games Division) компанії був розділений на три новостворені дочірні компанії: LucasArts Entertainment Company, Skywalker Sound, Industrial Light & Magic. Невдовзі дві останні були об'єднанні в Lucas Digital Ltd., після цього LucasArts стала офіційним ім'ям ігрового підрозділу корпорації. У 2013 році після купівлі компанії компанією Walt Disney штат скоротили, а Lucasarts закрили.

## Ігри створені LucasArts
| Оригінальна назва                                             | Платформи                                                                                       | Дата реліза       | Розробник(и)                                  | Видавець(ці)                                  |
| ------------------------------------------------------------- | ----------------------------------------------------------------------------------------------- | ----------------- | --------------------------------------------- | --------------------------------------------- |
| Ballblazer                                                    | Amstrad CPC, Apple II, Atari 8-bit, Atari 5200, Atari 7800, Commodore 64, MSX, NES, ZX Spectrum | 1985              | Lucasfilm Games                               | EpyxActivisionAtari Corporation               |
| The Secret of Monkey Island                                   | Amiga, Atari ST, CDTV, FM Towns, Macintosh, MS-DOS, Sega CD                                     | Жовтень 1990      | Lucasfilm Games                               | Lucasfilm Games                               |
| Star Wars                                                     | NES, Game Boy, Master System, Sega Game Gear                                                    | 15 листопада 1991 | Lucasfilm Games, Beam Software                | Lucasfilm Games                               |
| Monkey Island 2: LeChuck's Revenge                            | Amiga, FM Towns, Macintosh, MS-DOS                                                              | Грудень 1991      | LucasArts                                     | Lucasfilm Games                               |
| Zombies Ate My Neighbors                                      | Sega Mega Drive, SNES, Virtual Console                                                          | Вересень 1993     | LucasArts                                     | KonamiLucasArts (Wii Virtual Console)         |
| Sam & Max Hit the Road                                        | Macintosh, MS-DOS, Windows                                                                      | Листопад 1993     | LucasArts                                     | LucasArts                                     |
| Full Throttle                                                 | MS-DOS, Windows                                                                                 | 30 квітня 1995    | LucasArts                                     | LucasArts                                     |
| Herc's Adventures                                             | PlayStation, Sega Saturn                                                                        | 31 липня 1997     | Big Ape Productions, LucasArts                | LucasArts                                     |
| Star Wars Jedi Knight: Dark Forces II                         | Windows                                                                                         | 10 жовтня 1997    | LucasArts                                     | LucasArts                                     |
| Monopoly Star Wars                                            | Windows                                                                                         | 31 жовтня 1997    | Artech Studios                                | Hasbro Interactive                            |
| Star Wars: Masters of Teräs Käsi                              | PlayStation                                                                                     | 31 жовтня 1997    | LucasArts                                     | LucasArts                                     |
| The Curse of Monkey Island                                    | Windows                                                                                         | 11 листопада 1997 | LucasArts                                     | LucasArts                                     |
| Star Wars: X-Wing vs. TIE Fighter: Balance of Power Campaigns | Windows                                                                                         | 30 листопада 1997 | Totally Games                                 | LucasArts                                     |
| Star Wars Jedi Knight: Mysteries of the Sith                  | Windows                                                                                         | 17 лютого 1998    | LucasArts                                     | LucasArts                                     |
| Star Wars: Rebellion                                          | Windows                                                                                         | 25 березня 1998   | Coolhand Interactive                          | LucasArts                                     |
| Star Wars: Behind the Magic                                   | Windows                                                                                         | Вересень 1998     | LucasArts                                     | LucasArts                                     |
| Star Wars: DroidWorks                                         | Windows, Macintosh                                                                              | 21 жовтня 1998    | Lucas Learning                                | Lucas Learning                                |
| Grim Fandango                                                 | Windows, Macintosh, Linux, PlayStation Vita, Android, iOS (Ремастер)                            | 30 жовтня 1998    | LucasArts, Double Fine Productions (Ремастер) | LucasArts, Double Fine Productions (Ремастер) |